# 鍋島緞通
鍋島緞通（なべしまだんつう）は、佐賀が発祥の敷物用の織物である。兵庫県の赤穂緞通、大阪府の堺緞通と並んで日本三大緞通の一つとされている。江戸時代初期、佐賀郡扇町の農家に生まれた古賀清右衛門が長崎で中国人から緞通の技術を教わり、「扇町毛氈（もうせん）」として織ったものが、日本最古の綿緞通と言われる「鍋島緞通」の発祥と言われている。扇町毛氈は精巧な作りで、画趣に富んでいたことから、佐賀藩３代目藩主鍋島綱茂が生産を奨励し御用品とした。さらに、一般への販売を禁じ、佐賀藩から幕府や親藩大名への贈り物として用いたと言われる。明治時代以降はその禁が解かれ、最盛期には十数の織元が生まれるほど栄えた。明治６年にはウィーン万国博覧会にも出品された。緞通は通常「オリエンタルラッグ」と呼ばれており、熟練の職人でも1日に折れるのは数センチと言われる絨毯の最高級品である。畳敷きの居間や茶会の席、祝い事の折りに、大広間に一畳物を十枚・二十枚と敷きつめて使われることが多く、現代ではインテリアのアクセントにも用いられている。

## 素材
伝統的な桜や松の木製織機を使用し、敷物の素材には経糸、緯糸、織込糸ともに上質な木綿糸を用いている。絹や羊毛などと比べ肌触りが良く、高温多湿な日本の気候に適した敷物である。一目一目手堅く織りこんでおり、使い込むほどに味わいを増すことも特徴である。

## 図案
鍋島緞通の代表的な図柄は、大輪の牡丹の花が咲いた様子を、蟹がはさみを振り上げた姿にみたてて名付けられた「蟹牡丹（かみぼたん）」が挙げられる。その色合いは、藍・茶・緑の濃淡に、紅・黄土色などの鮮やかな色を組み合わせた色使いのものが多い。その他、鍋島蔓牡丹、花菱龍唐草、牡丹唐草七宝などの大胆かつ華やかな文様も魅力である。

## 歴史
今から300有余年前、江戸元禄年間（1688年～1704年）のことで、中央アジアからトルコ、中国などを経由しこの佐賀の地に技術が伝わったといわれている。その当時の様子は、佐賀県佐賀市扇町の苗運寺にある緞通碑（明治17年）に見ることができ、農業を営んでいた古賀清右衛門の家にかつて外国人より氈の織り方を習ったという使用人がおり、清右衛門が試みに織らせてみるとこれが美しく、みずから学んでその織り方を習得し、十二軒に織り方を伝授したと書かれている。